# Seznam děkanů Lesnické a dřevařské fakulty Mendelovy univerzity v Brně
Toto je seznam děkanů Lesnické a dřevařské fakulty Mendelovy univerzity v Brně.
1. Josef Černý (1920–1921)
2. Emil Bayer (1921–1922)
3. Ferdinand Müller (1922–1923)
4. Alois Tichý (1923–1924)
5. Vladimír Mašek (1924–1925)
6. Josef Opletal (1925–1926)
7. Antonín Dyk (1926–1927)
8. Josef Konšel (1927–1928)
9. Rudolf Haša (1928–1929)
10. August Bayer (1929–1930)
11. Ferdinand Müller (1930–1931)
12. Alois Tichý (1931–1932)
13. Josef Konšel (1932–1933)
14. František Bilovský (1933–1934)
15. Štěpán Soudek (1934–1935)
16. Antonín Dyk (1935–1936)
17. Josef Knop (1936–1937)
18. Rudolf Haša (1937–1938)
19. Gustav Artner (1938–1939)
20. Alois Tichý (1939–1940)
21. Alois Tichý (1945)
22. Gustav Artner (1945–1946)
23. Josef Knop (1946–1947)
24. Oktavián Farský (1947–1948)
25. Leo Skatula (1948–1949)
26. Alois Zlatník (1949–1950)
27. Bohuslav Polanský (1950–1951)
28. Josef Kantor (1951–1956)
29. Josef Pelíšek (1956–1958)
30. Jaroslav Čapek (1958–1960)
31. Otakar Polák (1960–1961)
32. Miroslav Vyskot (1961–1963)
33. Otakar Riedl (1963–1965)
34. Vítězslav Zásměta (1966–1970)
35. Jiří Ruprich (1970–1973)
36. Antonín Čihal (1973–1991)
37. Jiří Krešl (1991)
38. František Doušek (1991–1994)
39. Ladislav Slonek (1994–2000)[2]
40. Vladimír Simanov (2000–2003)[3]
41. Ladislav Slonek (2003–2006)[2][4]
42. Petr Horáček (2006–2014)[5][6]
43. Radomír Klvač (2014–2018)[7][8]
44. Libor Jankovský (od 2018)[9]